# المبعل (يافع)

تعديل مصدري - تعديل

المبعل هي إحدى قرى عزلة لبعوس بمديرية يافع التابعة لمحافظة لحج، بلغ تعداد سكانها 1115 نسمة حسب تعداد اليمن لعام 2004.